# Batalla de Mai Ceu
La batalla de Mai Ceu fue la última gran batalla de la segunda guerra ítalo-etíope, que consistió en un fallido contraataque del emperador etíope Haile Selassie contra las fuerzas invasoras italianas. La batalla se libró cerca de Mai Ceu, en la actual Región de Tigray (Etiopía). 
El 31 de marzo de 1936, unos 40.000 soldados etíopes de élite se enfrentaron contra los italianos. Sin embargo, la falta de armas no pudo contra la artillería y las ametralladoras italianas, que diezmaron a los atacantes.
El emperador etíope Haile Selassie advirtió que tras la batalla de Tembién era necesario un contraataque inmediato. Aun así, el mando militar etíope conocía bien que era arriesgado lanzar un ataque directo contra las fuerzas italianas mucho mejor armadas.
Desde el 15 de marzo Haile Selassie supo que los ejércitos italianos se disponían a avanzar sobre Addis Abeba, pero los caudillos militares etíopes no aprovecharon su superioridad numérica para atacar a las vanguardias italianas que llegaron a Maychew el día 24, perdiendo tiempo en consejos de guerra y ceremonias rituales ante la grave situación bélica. Recién el día 31 Haile Selassie aceptó lanzar un ataque, pero entonces el general italiano Pietro Badoglio ya tenía en Maychew la totalidad de su fuerza ataque: 40.000 hombres con artillería y apoyo aéreo.
Conforme a la tradición etíope (y tal como lo esperaban sus generales), el emperador Haile Selassie comandaba personalmente las tropas. Contaba además con la Guardia Imperial, entrenada según estándares europeos, dotada de armamento moderno, obuses, morteros y algunos cañones, lo cual la tornaba en un cuerpo de tropa bastante más formidable que las demás fuerzas etíopes. Pese a ello, los italianos poseían una cantidad de material de guerra muy superior a toda la Guardia Imperial y tenían la ventaja del dominio aéreo sobre su adversario.
Los etíopes empezaron la batalla mediante una serie de ataques frontales, que hicieron retroceder a las fuerzas italianas, pero el uso de la artillería pesada italiana impidió un mayor avance etíope. Haile Selassie ordenó avanzar por los flancos norte y sur de las fuerzas italianas, pero tales ataques fueron repelidos por los italianos, con apoyo de su fuerza aérea. 
Se lanzó entonces un último ataque frontal por la Guardia Imperial etíope, el cual causó graves bajas a los italianos, pero de nuevo el apoyo aéreo resultó importante para diezmar a las tropas etíopes. Las tropas italianas poseían además mayor número de ametralladoras y cañones que sus rivales y aprovecharon al máximo dicha ventaja, derrotando por completo a los soldados etíopes, que se retiraron con graves pérdidas. Al final de la tarde, Haile Selassie abandonó el campo con los restos de su ejército, perdiendo gran parte de la Guardia Imperial y dejando libre el camino de los italianos hacia Addis Abeba. Esta batalla había eliminado el último gran ejército etíope que podía oponer resistencia eficaz a los invasores, y tras ello el avance italiano resultaba prácticamente imposible de detener. El gobierno etíope evacuó Addis Abeba el 4 de abril.